# Hairstyles
Hairstyles profesionalni časopis za frizere.

## 
Originalno izdanje Hairstyles je registrovan naziv za Međunarodno izdanje (International edition) profesionalnog frizerskog časopisa koji se izdaje u Barseloni, Španija, pod španskim nazivom .
Osnivač časopisa je čuveni španski frizer Ljuis Ljongeras.
Hairstyles / Peluquerias je mesečno izdanje, a pod naslovom Peluquerias se izdaje od 1969. U ovom trenutku, druga licencna izdanja na svetu postoje još u Argentini, Italiji i Turskoj. Pored ovih, u prošlosti su izlazila lokalna izdanja i u Hrvatskoj, Dominikanskoj Republici i Meksiku.

## Srpsko izdanje
Hairstyles na srpskom jeziku je dvomesečno izdanje i izlazi parnim mesecima (februar - decembar). Časopis je počeo da se izdaje u junu 2002. godine. Časopis je pokrenuo i druge aktivnosti na polju profesionalnog frizerskog tržišta kao što su: Izložba frizura i profesionalni sajam pod nazivom Beograd Hairstyles exhibition ili Nagrada za najbolju Hairstyles frizuru (fotografiju).

## Spoljašnje veze
- Originalni španski izdavač Архивирано на веб-сајту  (20. јул 2009)
- Izdavač izdanja "na srpskom" Архивирано на веб-сајту  (29. мај 2009)
- Italijanski izdavač